# Luigi Ricci (kompozytor)
Luigi Ricci (ur. 8 lipca 1805 w Neapolu, zm. 31 grudnia 1859 w Pradze) – włoski kompozytor.

## Życiorys
Syn Pietra Ricciego, pochodzącego z Florencji pianisty osiadłego w Neapolu. Brat kompozytora Federico Ricciego. W 1814 roku podjął studia w konserwatorium w Neapolu, gdzie jego nauczycielami byli Giovanni Furno, Nicola Antonio Zingarelli i Pietro Generali. W 1822 roku debiutował z sukcesem operą L’Impresario in angustie. Również jego kolejne opery zdobyły uznanie i były wystawiane w Parmie, Turynie, Rzymie, Mediolanie i Wenecji. Zachęcony sukcesami w 1828 roku przerwał studia w konserwatorium neapolitańskim, nie uzyskawszy dyplomu. W 1829 roku wyjechał do Rzymu.
W 1836 roku osiadł w Trieście, gdzie otrzymał posadę kapelmistrza w kościele San Giusto oraz w Teatro Grande. Nawiązał romans ze swoimi uczennicami, śpiewaczkami Ludmilą (Lidią) i Františką (Fanny) Stolz. W latach 1844–1845 przebywał w Odessie, gdzie był dyrektorem opery. Po powrocie do Triestu zawarł w 1849 roku związek małżeński z Lidią, która rok później urodziła ich córkę Adelaide. Jednocześnie utrzymywał nadal romans z Fanny, z którą w 1852 roku doczekał się syna Luigiego. Pod koniec życia zapadł na zdrowiu psychicznym i w 1858 roku wyjechał do Pragi, gdzie zmarł w szpitalu dla obłąkanych.
Skomponował około 30 oper, w tym 5 wspólnie z bratem. Był też autorem ponad 20 mszy, a także kantat i pieśni.